# Pilotprojekt Grundeinkommen
Das Pilotprojekt Grundeinkommen ist eine Langzeitstudie des Deutschen Instituts für Wirtschaftsforschung Berlin, der Wirtschaftsuniversität Wien und des Vereins Mein Grundeinkommen. In der Studie wird untersucht, was sich für Menschen verändert, wenn sie über drei Jahre ein bedingungsloses Grundeinkommen erhalten.

## Ziele
Die Studie untersucht, „ob ein bedingungslos ausgezahlter Geldbetrag über den Zeitraum von drei Jahren zu statistisch signifikanten Veränderungen im Handeln und Empfinden“ führt. Einer der Initiatoren der Studie, Michael Bohmeyer, erklärte als Ziel: „Wir wollen herausfinden, wie ein bedingungsloses Grundeinkommen Menschen und Gesellschaft verändert. Wir wollen wissen, was es mit Verhalten und Einstellungen macht und ob das Grundeinkommen helfen kann, mit den gegenwärtigen Herausforderungen unserer Gesellschaft umzugehen.“
Zu diesem Zweck enthält die Studie sechs Hauptbereiche, zu denen Thesen aufgestellt wurden und zu welchen Erkenntnisse gewonnen werden sollen.
Der erste Bereich betrifft die Gesundheit. Hier soll herausgefunden werden, ob das Grundeinkommen Menschen vor Burnout und Existenzängsten schützt, ob die Lebenszufriedenheit und die Gesundheit steigen und ob die Menschen sich durch die Absicherung durch das Grundeinkommen besser entfalten können. Das zweite Erkenntnisinteresse fokussiert sich auf die digitale Revolution. Unter der Annahme eines kurz bevorstehenden Umbaus der Wirtschaftsordnung, wird die Frage gestellt, ob das Grundeinkommen in der Lage ist, die nachteiligen Effekte dieses Transformationsprozesses abzufedern. Die Studie will herausfinden, ob das Grundeinkommen die digitale Transformation beschleunigen kann, welche Arbeitsfelder es für Menschen gibt, wenn sie nicht mehr mit Maschinen konkurrieren müssen und ob dadurch neue Arbeitsmodelle entstehen. Im dritten Bereich wird die Entkoppelung von Arbeit und Einkommen untersucht und ob Menschen mit dem Grundeinkommen Jobs annehmen, die produktiver und sinnstiftender für die Gesellschaft sind und ob sie neue Motivation, Produktivität und Kreativität entwickeln. Das vierte Erkenntnisinteresse betrifft den gesellschaftlichen Zusammenhalt. Die Urheber der Studie nehmen eine zunehmende Spaltung der Gesellschaft wahr, die „zu populistischen und identitären Kulturkämpfen führt.“ Sie wollen daher herausfinden, ob diese Art von Konflikten mit dem Grundeinkommen abnimmt und ob Konkurrenzverhalten zu Kooperation werden kann, wenn alle 1.200 Euro haben. Der fünfte Bereich betrifft die Demokratie in Deutschland. Hier möchte man herausfinden, ob das Grundeinkommen Verunsicherung abmildern und somit Populismus und Demokratieverdruss vermindern kann und ob die Menschen wieder Vertrauen in die Institutionen fassen können. Der letzte Bereich betrifft die Umwelt und möchte herausfinden, ob Menschen, die ein Grundeinkommen erhalten, sich umweltfreundlicher und klimabewusster verhalten.
Das Pilotprojekt ist eine Kooperation des Vereins Mein Grundeinkommen e.V., des Deutschen Instituts für Wirtschaftsforschung Berlin und der Wirtschaftsuniversität Wien. Die Studie ist keine Auftragsforschung, sondern schließt an die Forschung des DIW Berlin an. Außerdem wird sie von Wissenschaftlern der Wirtschaftsuniversität Wien, der Oxford University und der Universität zu Köln durch psychologische und verhaltensökonomische Forschung begleitet.
Das Pilotprojekt besteht aus zwei aufeinanderfolgenden Studien.

## Methodik

### Studie 1
Die erste Studie hat insgesamt 1.502 Teilnehmer, die in zwei Gruppen eingeteilt wurden. Eine Gruppe von 122 Teilnehmern erhält für drei Jahre jeweils 1.200 Euro Grundeinkommen monatlich, das nicht versteuert werden muss. Finanziert werden diese Grundeinkommen von 150.000 privaten Spendern. Der Betrag des ausgezahlten Grundeinkommens orientiert sich an der Armutsgefährdungsgrenze in Deutschland und liegt etwas über dem Betrag, ab welchem die Möglichkeit zur Lebenserhaltung und Teilnahme am gesellschaftlichen Leben eingeschränkt sind. Die Teilnehmer müssen lediglich die Voraussetzungen erfüllen, in Deutschland wohnhaft gemeldet und mindestens 18 Jahre alt zu sein. Sie müssen keine Bedürftigkeit nachweisen und unterliegen keiner Verpflichtung zu arbeiten. Die einzige Forderung an die Bezieher des Grundeinkommens besteht darin, innerhalb der dreijährigen Studienzeit insgesamt sieben Online-Fragebögen auszufüllen. Die zweite Gruppe von 1.380 Teilnehmern ist die Vergleichsgruppe. Diese Teilnehmer erhalten kein Grundeinkommen, jedoch eine Aufwandsentschädigung und haben die Chance, in die Grundeinkommensgruppe nachzurücken. Sie müssen ebenfalls alle sechs Monate einen Fragebogen ausfüllen.
Ab dem 18. August 2020 begann die Bewerbungsphase für die erste Studie, die mit 2,1 Millionen Bewerbungen abgeschlossen wurde. Danach wurden durch einen Vergleich mit Daten des statistischen Bundesamtes Bewerber ausgewählt, die sich für das Forschungsinteresse am besten eignen. Ausgewählte wurden ausschließlich Personen aus Ein-Personen-Haushalten im Alter von 21 bis 40 Jahren, die ein monatliches Einkommen zwischen 1.200 und 2.600 Euro hatten. Die Auswahl wurde damit begründet, dass die Gruppe so groß sei und bundesweit so verteilt, dass man repräsentative Schlüsse für den entsprechenden Teil der in Deutschland lebenden Bevölkerung ableiten könne, so Jürgen Schupp vom DIW. Zudem würden in dieser Altersgruppe wichtige Lebensentscheidungen getroffen hinsichtlich Familien- und Karriereplanung und es sei von Interesse, ob das BGE Einfluss darauf hätte. Der Auswahlprozess wurde am 12. Januar 2021 abgeschlossen.
Aus der ausgewählten Personengruppe wurden anschließend per Zufall 122 für die Grundeinkommensgruppe und 1.380 für die Vergleichsgruppe ausgewählt. Die ersten Grundeinkommen von 1.200 Euro monatlich wurden am 1. Juni 2021 ausgezahlt, womit der Erhebungszeitraum der Studie begann. Neben den Online-Fragebögen werden in der Erhebungsphase mit einigen Teilnehmern optional ebenfalls Tiefeninterviews geführt und Haarproben zur Analyse des Stresslevels ausgewertet.
Die Zwischenergebnisse der Studie sollen im ersten Halbjahr 2023 ausgewertet werden, damit Studie 1 im Mai 2024 abgeschlossen werden kann.

### Studie 2
Der Start von Studie 2 ist für 2024 geplant. Sie soll allerdings nur durchgeführt werden, wenn Studie 1 deutliche Effekte bei den Teilnehmern gezeigt hat. Dabei sollen alle Teilnehmer Grundeinkommen in unterschiedlichen Höhen erhalten, die mit simulierten, unterschiedlich hohen Steuersätzen auf alle sonstigen Einkünfte verrechnet werden. Die Differenz wird dabei ausgezahlt. Ziel der zweiten Studie ist es, Aussagen darüber treffen zu können, ob das Grundeinkommen Effekte erzeugt und ob diese durch das zusätzliche Geld oder vermehrte psychologische Sicherheit entstehen. Außerdem soll sie belastbare Aussagen darüber erbringen, ob ein Grundeinkommen für alle finanzierbar wäre.

## Debatte
Anlass des Pilotprojekts ist eine politische und auch schon seit Jahrzehnten philosophisch weltweit geführte Debatte über das bedingungslose Grundeinkommen. Viele Kritiker befürchten, dass ein solches Grundeinkommen die Menschen dazu animieren würde, weniger zu arbeiten. Dadurch nähme der ohnehin schon bestehende Mangel an Arbeitskräften zu, während die Steuer- und Sozialeinnahmen sänken und gleichzeitig die Ausgaben für das Grundeinkommen explodierten. Befürworter beteuern jedoch, dass der deutsche Sozialstaat dringend reformiert werden müsse und ein Experiment wie dieses wichtige Erkenntnisse hierzu liefern könne.
Dass die Debatte zuletzt weiter an Relevanz gewann, zeigt sich vor allem an der wachsenden Aufmerksamkeit durch Regierungsberater. Diese sehen das Grundeinkommen aber oft kritisch. So kam der Wissenschaftliche Beirat des Bundesfinanzamtes in einer neuen Studie zu dem Schluss, dass ein bedingungsloses Grundeinkommen für jeden deutschen Bürger rund 900 Milliarden Euro jährlich kosten würde, selbst wenn man andere Sozialleistungen gegenrechne. Um das finanzieren zu können, müssten die Steuern stark steigen und die Leistungsträger würden das Land verlassen, befürchten die Mitglieder des Beirats und sind der Meinung, dass das Grundeinkommen wegen der Finanzierung nicht umsetzbar wäre. Einige Kritiker schlagen auch vor, dass man besser Veränderungen im Sozialsystem vornehmen solle, als ein Grundeinkommen einzuführen.
Umfragen zufolge ist jedoch ein Großteil der deutschen Bevölkerung für die Einführung eines Grundeinkommens. Etwa die Hälfte der Menschen hegt zumindest Sympathien dafür. Als Chance gesehen wird das Grundeinkommen gerade auch für Menschen, die bisher nicht durch ein akzeptables Verfahren der Existenzsicherung geschützt sind, wie z. B. Selbstständige. Aus repräsentativen Umfragen ist außerdem bekannt, dass die Zustimmung zum Grundeinkommen mit jungem Alter, hoher Bildung und niedrigem Einkommen einhergeht.
Politische Sympathie findet die Idee des BGE in der Partei Bündnis 90/Die Grünen. Diese hat bereits auf ihrem Parteitag 2020 in ihr Grundsatzprogramm aufgenommen, sich an der Idee des BGE zu orientieren.